# Élections générales québécoises de 1973
Les élections générales québécoises de 1973 ont lieu le 29 octobre 1973 afin d'élire à l'Assemblée nationale du Québec les députés de la 30e législature. Il s'agit de la 30e élection générale dans cette province du Canada depuis la confédération de 1867. Le gouvernement libéral de Robert Bourassa est réélu, défaisant l'Union nationale et le Parti québécois et remportant la plus importante majorité parlementaire dans l'histoire du Québec.

## Contexte
Le Parti libéral de Robert Bourassa est au pouvoir depuis mai 1970. Cinq mois plus tard, la crise d'Octobre ébranle la société québécoise. En 1971 le premier ministre annonce un ambitieux projet de développement hydro-électrique à la Baie-James. La même année, il fait échouer le projet de refonte constitutionnelle du premier ministre canadien Pierre-Elliott Trudeau.
Le 19 juin 1971 Gabriel Loubier est choisi chef de l'Union nationale. Cependant les appuis à ce parti chutent. En 1972 une crise éclate au Ralliement créditiste du Québec et trois personnes, Armand Bois, Camil Samson et Yvon Dupuis, luttent pour le poste de chef du parti.

### Réforme électorale
En décembre 1970 une refonte du système électoral québécois est adoptée ; en particulier les « circonscriptions privilégiées » garanties aux anglophones sont supprimées.
Une réforme de la carte électorale (projet de loi 62) est adoptée en décembre 1972 avec entrée en vigueur prévue au 1er août 1973. Le projet de loi est adopté sur division avec abstention des députés d'Unité-Québec,. La nouvelle carte délimite 110 circonscriptions et remplace celle adoptée en 1965 et utilisée pour les élections de 1966 et 1970.

## Déroulement

### Déclenchement
En septembre 1973, le premier ministre déclenche des élections anticipées, espérant prendre de surprise les partis d'opposition, et en particulier le Parti québécois.

### Dates importantes
- 25 septembre 1973 : émission du bref d'élection.
- 29 octobre 1973 : scrutin
- 22 novembre 1973 : ouverture de la session.

### Analyse des résultats
Robert Bourassa espérait profiter de l'effet de surprise lié au déclenchement des élections. Le résultat dépasse ses attentes : l'Union nationale, qui avait formé le gouvernement avant l'élection précédente, est complètement balayé de la carte électorale (le parti réussit néanmoins à revenir à l'Assemblée nationale avec l'élection de Maurice Bellemare lors d'une élection partielle de Johnson en 1974). Il ne réussira cependant plus jamais à former l'opposition officielle. Le Parti créditiste (nouveau nom du Ralliement créditiste) est déchiré par les dissensions internes, et perd 10 de ses sièges, tombant à seulement 2. Le Parti québécois de René Lévesque ne perd qu'un seul siège, tombant de 7 à 6 sièges (perdant la circonscription de Gouin). Toutefois, grâce à la déroute totale de deux autres partis d'opposition, il parvient à former l'Opposition officielle. René Lévesque ne réussit cependant toujours pas à se faire élire à l'Assemblée nationale dans la circonscription de Dorion.

## Résultats
| Libéral    | Parti québécois | Créditiste |
| 102 sièges | 6 sièges        | 2 sièges   |
| ^          |                 |            |
| majorité   |                 |            |

### Résultats par parti politique
| Partis | Partis             | Chef            | Candidats | Sièges | Sièges | Voix      | Voix   | Voix     |
| Partis | Partis             | Chef            | Candidats | 1970   | Élus   | Nb        | %      | +/-      |
| --- | ------------------ | --------------- | --------- | ------ | ------ | --------- | ------ | -------- |
| | Libéral            | Robert Bourassa | 110       | 72     | 102    | 1 623 734 | 54,7 % | +9,25 %  |
| | Parti québécois    | René Lévesque   | 110       | 7      | 6      | 897 809   | 30,2 % | +7,16 %  |
| | Créditiste         | Yvon Dupuis     | 109       | 12     | 2      | 294 706   | 9,9 %  | -1,27 %  |
| | Union nationale    | Gabriel Loubier | 110       | 17     | -      | 146 209   | 4,9 %  | -14,73 % |
| | Marxiste-léniniste |                 | 15        | -      | -      | 1 395     | 0 %    | -        |
| | Communiste         | Samuel Walsh    | 3         | -      | -      | 164       | 0 %    | +0,00 %  |
| | Indépendant        | Indépendant     | 22        | 0      | -      | 6 961     | 0,2 %  | -0,21 %  |
| Total | Total              | Total           | 479       | 108    | 110    | 2 970 978 | 100 %  |          |
| Le taux de participation lors de l'élection était de 80,4 % et 54 760 bulletins ont été rejetés. Il y avait 3 764 111 personnes inscrites sur la liste électorale pour l'élection. |                    |                 |           |        |        |           |        |          |

### Résultats par circonscription
- Abitibi-Est : Roger Houde (Parti libéral)
- Abitibi-Ouest : Jean-Hugues Boutin (Parti libéral)
- Acadie : François Cloutier (Parti libéral)
- Anjou : Yves Tardif (Parti libéral)
- Argenteuil : Zoël Saindon (Parti libéral)
- Arthabaska : Jean-Gilles Massé (Parti libéral)
- Beauce-Nord : Denys Sylvain (Parti libéral)
- Beauce-Sud : Fabien Roy (Ralliement créditiste)
- Beauharnois : Gérard Cadieux (Parti libéral)
- Bellechasse : Pierre Mercier (Parti libéral)
- Berthier : Michel Denis (Parti libéral)
- Bonaventure : Gérard D. Levesque (Parti libéral)
- Bourassa : Lise Bacon (Parti libéral)
- Bourget : Jean Boudreault (Parti libéral)
- Brome-Missisquoi : Glendon Pettes Brown (Parti libéral)
- Chambly : Guy Saint-Pierre (Parti libéral)
- Champlain : Normand Toupin (Parti libéral)
- Charlesbourg : André Harvey (Parti libéral)
- Charlevoix : Raymond Mailloux (Parti libéral)
- Châteauguay : George Kennedy (Parti libéral)
- Chauveau : Bernard Lachapelle (Parti libéral)
- Chicoutimi : Marc-André Bédard (Parti québécois)
- Crémazie : Jean Bienvenue (Parti libéral)
- D'Arcy-McGee : Victor Goldbloom (Parti libéral)
- Deux-Montagnes : Jean-Paul L'Allier (Parti libéral)
- Dorion : Alfred Bossé (Parti libéral)
- Drummond : Bernard Pinard (Parti libéral)
- Dubuc : Ghislain Harvey (Parti libéral)
- Duplessis : Donald Gallienne (Parti libéral)
- Fabre : Gilles Houde (Parti libéral)
- Frontenac : Henri Lecours (Parti libéral)
- Gaspé : Guy Fortier (Parti libéral)
- Gatineau : Michel Gratton (Parti libéral)
- Gouin : Jean-Marie Beauregard (Parti libéral)
- Hull : Oswald Parent (Parti libéral)
- Huntingdon : Kenneth Fraser (Parti libéral)
- Iberville : Jacques-Raymond Tremblay (Parti libéral)
- Îles-de-la-Madeleine : Louis-Philippe Lacroix (Parti libéral)
- Jacques-Cartier : Noël Saint-Germain (Parti libéral)
- Jean-Talon : Raymond Garneau (Parti libéral)
- Jeanne-Mance : Aimé Brisson (Parti libéral)
- Johnson : Jean-Claude Boutin (Parti libéral)
- Joliette-Montcalm : Robert Quenneville (Parti libéral)
- Jonquière : Gérald Harvey (Parti libéral)
- Kamouraska-Témiscouata : Jean-Marie Pelletier (Parti libéral)
- Lac-Saint-Jean : Roger Pilote (Parti libéral)
- LaFontaine : Marcel Léger (Parti québécois)
- Laporte : André Déom (Parti libéral)
- La Prairie : Paul Berthiaume (Parti libéral)
- L'Assomption : Jean Perreault (Parti libéral)
- Laurentides-Labelle : Roger Lapointe (Parti libéral)
- Laurier : André Marchand (Parti libéral)
- Laval : Jean-Noël Lavoie (Parti libéral)
- Laviolette : Prudent Carpentier (Parti libéral)
- Lévis : Vincent Chagnon (Parti libéral)
- Limoilou : Fernand Houde (Parti libéral)
- Lotbinière : Georges Massicotte (Parti libéral)
- Louis-Hébert : Gaston Desjardins (Parti libéral)
- Maisonneuve : Robert Burns (Parti québécois)
- Marguerite-Bourgeoys : Fernand Lalonde (Parti libéral)
- Maskinongé : Yvon Picotte (Parti libéral)
- Matane : Marc-Yvan Côté (Parti libéral)
- Matapédia : Bona Arsenault (Parti libéral)
- Mégantic-Compton : Omer Dionne (Parti libéral)
- Mercier : Robert Bourassa (Parti libéral)
- Mille-Îles : Bernard Lachance (Parti libéral)
- Montmagny-L'Islet : Julien Giasson (Parti libéral)
- Montmorency : Marcel Bédard (Parti libéral)
- Mont-Royal : John Ciaccia (Parti libéral)
- Nicolet-Yamaska : Benjamin Faucher (Parti libéral)
- Notre-Dame-de-Grâce : William Tetley (Parti libéral)
- Orford : Georges Vaillancourt (Parti libéral)
- Outremont : Jérôme Choquette (Parti libéral)
- Papineau : Mark Assad (Parti libéral)
- Pointe-Claire : Arthur Ewen Séguin (Parti libéral)
- Pontiac-Témiscamingue : Jean-Guy Larivière (Parti libéral)
- Portneuf : Michel Pagé (Parti libéral)
- Prévost : Bernard Parent (Parti libéral)
- Richelieu : Claude Simard (Parti libéral)
- Richmond : Yvon Vallières (Parti libéral)
- Rimouski : Claude Saint-Hilaire (Parti libéral)
- Rivière-du-Loup : Paul Lafrance (Parti libéral)
- Robert-Baldwin: Jean Cournoyer (Parti libéral)
- Roberval : Robert Lamontagne (Parti libéral)
- Rosemont : Gilles Bellemarre (Parti libéral)
- Rouyn-Noranda : Camil Samson (Ralliement créditiste)
- Saguenay : Lucien Lessard (Parti québécois)
- Sainte-Anne : George Springate (Parti libéral)
- Sainte-Marie : Jean-Claude Malépart (Parti libéral)
- Saint-François : Gérard Déziel (Parti libéral)
- Saint-Henri : Gérard Shanks (Parti libéral)
- Saint-Hyacinthe : Fernand Cornellier (Parti libéral)
- Saint-Jacques : Claude Charron (Parti québécois)
- Saint-Jean : Jacques Veilleux (Parti libéral)
- Saint-Laurent : Claude Forget (Parti libéral)
- Saint-Louis : Harry Blank (Parti libéral)
- Saint-Maurice : Marcel Bérard (Parti libéral)
- Sauvé : Jacques-Yvan Morin (Parti québécois)
- Shefford : Richard Verreault (Parti libéral)
- Sherbrooke : Jean-Paul Pépin (Parti libéral)
- Taillon : Guy Leduc (Parti libéral)
- Taschereau : Irénée Bonnier (Parti libéral)
- Terrebonne : Denis Hardy (Parti libéral)
- Trois-Rivières : Guy Bacon (Parti libéral)
- Vanier : Fernand Dufour (Parti libéral)
- Vaudreuil-Soulanges : Paul Phaneuf (Parti libéral)
- Verchères : Marcel Ostiguy (Parti libéral)
- Verdun : Lucien Caron (Parti libéral)
- Viau : Fernand Picard (Parti libéral)
- Westmount : Kevin Drummond (Parti libéral)